# Callosciurus erythraeus
Callosciurus erythraeus — вид мишоподібних гризунів з родини вивіркових. Мешкає в Південній і Південно-Східній Азії.

## Опис
Це тваринка з довжиною голови та тіла від 16 до 28 см і хвоста від 11 до 26 см. Обидві статі мають схожий розмір і зовнішній вигляд і важать від 310 до 460 г. Колір хутра суттєво різниться між багатьма різними підвидами, але зазвичай коричневий на верхній частині тіла з більш червонуватим відтінком на животі та часто з чорним на хвості. Точний малюнок і відтінки хутра часто використовуються, щоб відрізнити підвиди один від одного, але ускладнюють відрізнити вид в цілому від інших.

## Поширення
Країни проживання: Бангладеш, Камбоджа, Китай, Індія, Лаос, Малайзія, М'янма, Тайвань, Таїланд, В'єтнам. Мешкає на висотах від 200 до 3000 метрів. Зазвичай зустрічається в субтропічних гірських вічнозелених і широколистяних лісах, хоча в Китаї він також присутній в субальпійських хвойних лісах або в суміші хвойних і широколистяних дерев на висотах понад 3000 м над рівнем моря. Знайдені в сильно деградованих чагарникових ландшафтах з невеликими деградованими ділянками лісу в крайній півночі Лаосу.

## Спосіб життя
Це денний і деревний вид. Було виявлено, що він займає дупла дерев у середніх високих кронах. Це переважно травоїдний вид. Однак основні харчі включають листя, квіти, насіння та плоди. Вони також їдять невелику кількість комах, а також іноді пташині яйця.
Вивірки розмножуються протягом року. Вагітність триває від 47 до 49 днів і призводить до народження до чотирьох дитинчат, з двома типовими. Дитинчата залишають гніздо у віці 40-50 днів і стають статевозрілими у віці одного року. У неволі можуть жити до 17 років.